# Sabá Hernández
Sabá Zacarías Hernández (Diamante, 11 de marzo de 1856 - Buenos Aires, 7 de agosto de 1932) fue un abogado y político argentino, que se desempeñó como gobernador de la provincia de Entre Ríos entre 1891 y 1895. También fue diputado provincial y nacional.

## Trayectoria
Nacido en la localidad entrerriana de Diamante en 1856 e hijo del comandante Luis Ramón Hernández, un militar santafesino que había sido comandante militar de la localidad y sobrino del brigadier Estanislao López, y de María Cecilia Bergara, oriunda de Rosario. Hernández siguió la carrera de abogacía en la Universidad de Buenos Aires, doctorándose en jurisprudencia.
Tuvo participación en la revolución de 1873, acaudillada por Ricardo López Jordán, y fue brevemente comandante militar de Diamante. No obstante, terminó enfrentado al caudillo por el fusilamiento de su hermano Luis por parte de tropas de éste.
Fue diputado provincial, convencional constituyente y senador provincial durante la década de 1880. Ocupó otros varios cargos políticos entre los que se destacan los de Agente fiscal y Juez en lo Civil y lo Comercial de la Ciudad de Paraná; además, ocupó los cargos de ministro de Hacienda y de ministro General durante los gobiernos de Eduardo Racedo (1883 - 1886) y Clemente Basavilbaso (1889 - 1891), respectivamente. Entre ambas gestiones fue diputado nacional y luego senador nacional por su provincia.
Fue elegido gobernador a fines de 1890, asumiendo su cargo el primer día de 1891; su gestión estuvo marcada por la crisis económica iniciada el año anterior; la deuda pública, aumentada por las obras ferroviarias de sus antecesores, se tornó impagable, por lo que solicitó y obtuvo autorización de la legislatura para privatizar las líneas de propiedad provincial. El 1 de febrero de 1892 el Ferrocarril Central Entrerriano fue transferido a una empresa de capitales británicos, la The Entre Rios Railway Company Limited y comenzó a llamarse Ferrocarril Entre Ríos.
En 1893 envió milicias provinciales para aplastar la revolución radical de 1893, que fueron comandadas por el general Juan Ayala.
Durante su gestión se fundaron varios pueblos en la provincia, como es el caso de Pueblo Brugo, que llegaría a ser un próspero centro industrial textil y un importante puerto fluvial. También se inició la colonización por parte de la Jewish Colonization Association, fundada por el Barón Mauricio de Hirsch, y que crearía una docena de colonias rurales pobladas de inmigrantes judíos provenientes de Europa Central.
Tras el final de su mandato, en 1895 fue elegido nuevamente diputado nacional, siendo reelegido en 1898. Dirigió dos revueltas armadas contra el gobernador Salvador Maciá, en 1898 y 1900. En 1904 volvió a ser elegido diputado nacional; durante este mandato fue un eficaz promotor del desarrollo del Ferrocarril Entre Ríos, cuyas vías no habían tenido casi desarrollo desde la privatización del ferrocarril provincial en su gobernación. Volvería a ser elegido diputado nacional para los períodos 1908 - 1912 y 1918 - 1922.
Falleció en Buenos Aires en agosto de 1932.

## Homenajes
El pueblo de Hernández (en el departamento Nogoyá) fue fundado por él mismo el 13 de marzo de 1888 y lleva su nombre en su honor.
En las ciudades de Paraná y Diamante y en el pueblo de Lucas González existen calles que llevan su nombre.